# ARCO

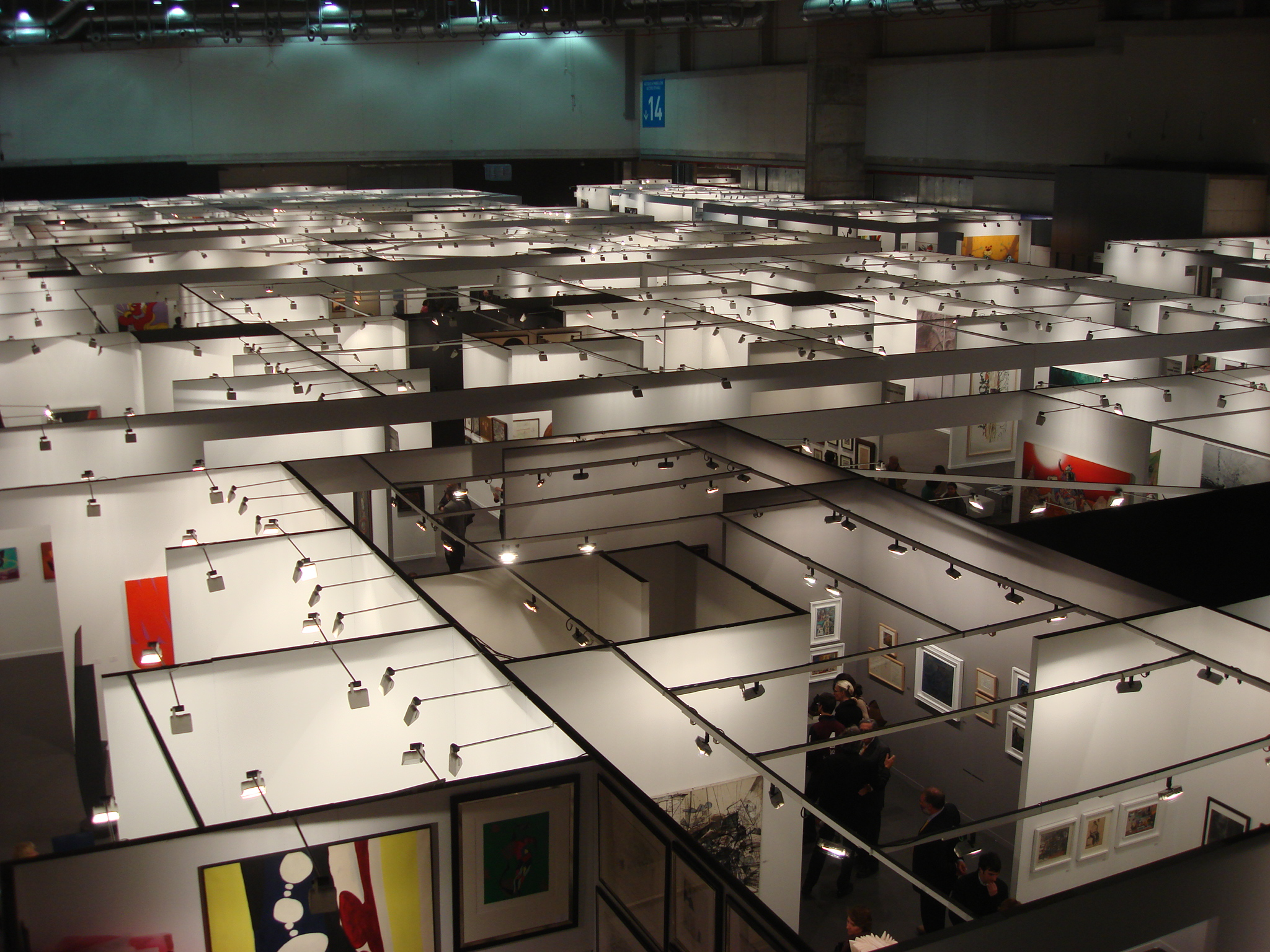
ARCO 2008.

ARCO (ARte COntemporânea) é uma feira internacional de arte contemporânea que se realiza anualmente em Madrid, Espanha (também conhecida como ARCOmadrid).
A ARCO caracteriza-se por apoiar o desenvolvimento de um mercado de arte em Espanha, e também de impulsionar a prática do coleccionismo de arte contemporânea.
A ARCO realiza-se na IFEMA e em 2013 realizou-se já a 32ª edição desta importante feira internacional.
Em 1987 foi criada pela ARCOmadrid e pela IFEMA a Fundação ARCO, uma fundação sem fins lucrativos que se dedica à promoção e divulgação da arte contemporânea. Com mais de 25 anos de história a Fundação ARCO tornou-se numa das mais importantes coleções de arte contemporânea em Espanha.